# فیلم ما
فیلم ما (انگلیسی: Our Movie؛‏ کره‌ای: 우리 영화) یک مجموعه تلویزیونی محصول کره جنوبی سال ۲۰۲۵ در ژانر ملودرام به کارگردانی لی جونگ هوم، به نویسندگی هان گا اون و کانگ کیونگ مین و با بازی نام گونگ مین، جون یو بین و لی سول است. این مجموعه از ۱۳ ژوئن تا ۱۹ ژوئیه ۲۰۲۵، روزهای جمعه و شنبه ساعت ۲۱:۵۰ از اس‌بی‌اس پخش شد.

## خلاصه داستان
این مجموعه دربارهٔ یک کارگردان فیلم و یک بازیگر است که هر دو با مشکلات سلامت شخصی دست‌وپنجه نرم می‌کنند، احساس می‌کنند زمان زیادی برایشان باقی نمانده و تلاش می‌کنند زخم‌های درونی خود را التیام بخشند. در جریان همکاری برای ساخت فیلم، کم‌کم به یکدیگر دل می‌بندند.

## بازیگران
- نام گونگ مین در نقش لی جه ها[۴]

کارگردان فیلم
- جون یو بین در نقش لی دا اوم[۴]

بازیگری بلندپرواز که رؤیای موفقیت را در سر دارد
- لی سول در نقش چه سو یونگ[۵]

بازیگر مشهوری که با حضور پررنگ خود، دنیای سینما و تبلیغات را تحت تأثیر قرار داده است

## تولید

### توسعه
این مجموعه توسط استودیو اس و بیاند جی تهیه‌کنندگی شده است.

### انتخاب بازیگران
در ۲ ژوئیه ۲۰۲۴، ۹۳۵ انترتینمنت به نیوزن اعلام کرد که در حال بررسی مثبت برای حضور نام گونگ مین در این پروژه است. روز بعد، گزارش‌هایی منتشر شد مبنی بر اینکه جون یو بین برای نقش اصلی زن انتخاب شده است. بر اساس گزارشی از اسپو تی‌وی نیوز در ۲۰ اوت، لی سول حضور خود در این مجموعه را تأیید کرد. در ۲۷ سپتامبر، تیم تولید مجموعه اعلام کرد که حضور نام گونگ مین و جون یو بین به‌طور رسمی تأیید شده است. در ۱۶ دسامبر نیز، اکس‌پورتس نیوز گزارش داد که سو هیون وو به جمع بازیگران پیوسته است.

## انتشار
فیلم ما در ابتدا قرار بود از طریق شبکهٔ کابلی تی‌وی‌ان پخش شود، اما بعدها به شبکهٔ زمینی اس‌بی‌اس منتقل شد. این مجموعه از ۱۳ ژوئن ۲۰۲۵، روزهای جمعه و شنبه در این شبکه پخش شد. فیلم ما همچنین از طریق پلتفرم دیزنی پلاس در مناطق منتخب قابل دسترسی است.